# Loctite
Loctite  (juego de palabras en inglés de «lock tight» - cerrar con firmeza) es una firma estadounidense fundada en 1956 como American Sealants Company (renombrada en 1963 a Loctite Corporation), que se dedica principalmente a la fabricación de productos químicos para adherir y sellar. 
La empresa Loctite fue adquirida en 1997 por el grupo alemán Henkel. Bajo la marca Loctite se incluyen también adhesivos metálicos, que se utilizan para asegurar tornillos y como sellado líquido.